# 德比鞋

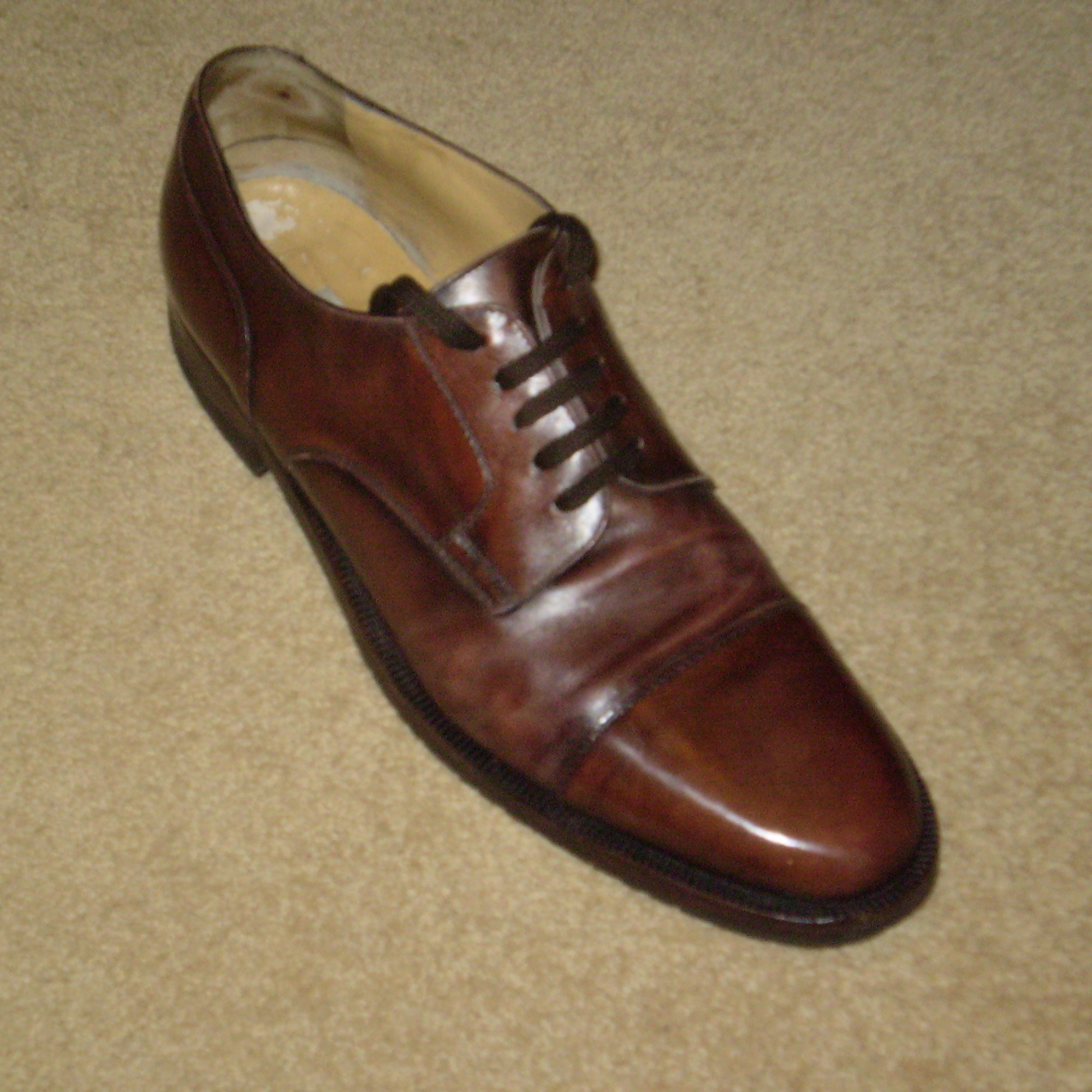
男士德比鞋

德比鞋（英語：Derby shoe，英國 i/ˈdɑːrbi/；美國 /ˈdɜːrbi/）是皮鞋的一種，以鞋面帶有網狀紋理而著稱，和牛津鞋呈現對比。在美式英語中，德比鞋也可能指布呂歇爾鞋。德比鞋與1850年代開始流行於體育和狩獵時穿著，20世紀之後開始適於在城市穿著。